# Немърчка
Немърчка, Нъмерчка или Немръчка, още и Душко (на албански: Nemërçkë, на гръцки: Νεμέρτσικα или Δούσκο) е най-високата планина в южна Албания, част от Южноалбанските планини. Малка част от планината е на територията на Гърция.
Немърчка представлява дълъг около 22 km планински хребет, простиращ се между долините на реките Вьоса и Дрино. Северно от най-високата кота на планината, връх Мая е Папингут с 2485 m надморска височина , е Пърмет, а западно – Гирокастро.
Планината е част от варовиковата планинска верига Требешина-Дъмбел-Немърчка. Планината е доста стръмна, а от изток и отвесна 300-400 m, във високата си част, с денивелация към съседните речни долини между 1100 и 1800 m.
Планината е слабо населена, но сравнително богата на растителност за пасища. В по-ниската си част има дъбови гори.
На самата албано-гръцка граница в подножието на планината, но от гръцка страна, се намира манастирът „Света Богородица Моливдоскепастис“.